# Isla Lobos (Galápagos)
Isla Lobos (también conocida como Isla Foche) es el nombre de una isla deshabitada en el océano Pacífico, de 6,6 hectáreas de superficie que administrativamente pertenece a la Provincia de Galápagos, que hace parte del país suramericano de Ecuador. Se encuentra en las coordenadas geográficas 00°51′00″S 89°34′00″O / -0.85000, -89.56667 y está separada de la mucho más grande isla de San Cristóbal por un estrecho canal, al oeste de Punta Bassa, al este del Arrecife Schiavoni y a 10 kilómetros al noroeste de Puerto Baquerizo Moreno. Allí se encuentran como su nombre lo indica colonias de lobos, pero también existen fragatas y piqueros de patas azules.